# ディズニーファンタジー (ディズニーショップ)
ディズニーファンタジー (Disney Fantasy) とは、東京ディズニーリゾート (TDR) のディズニーパーク内で販売している人気商品を中心に販売するTDR商品専門店である。

## 概要

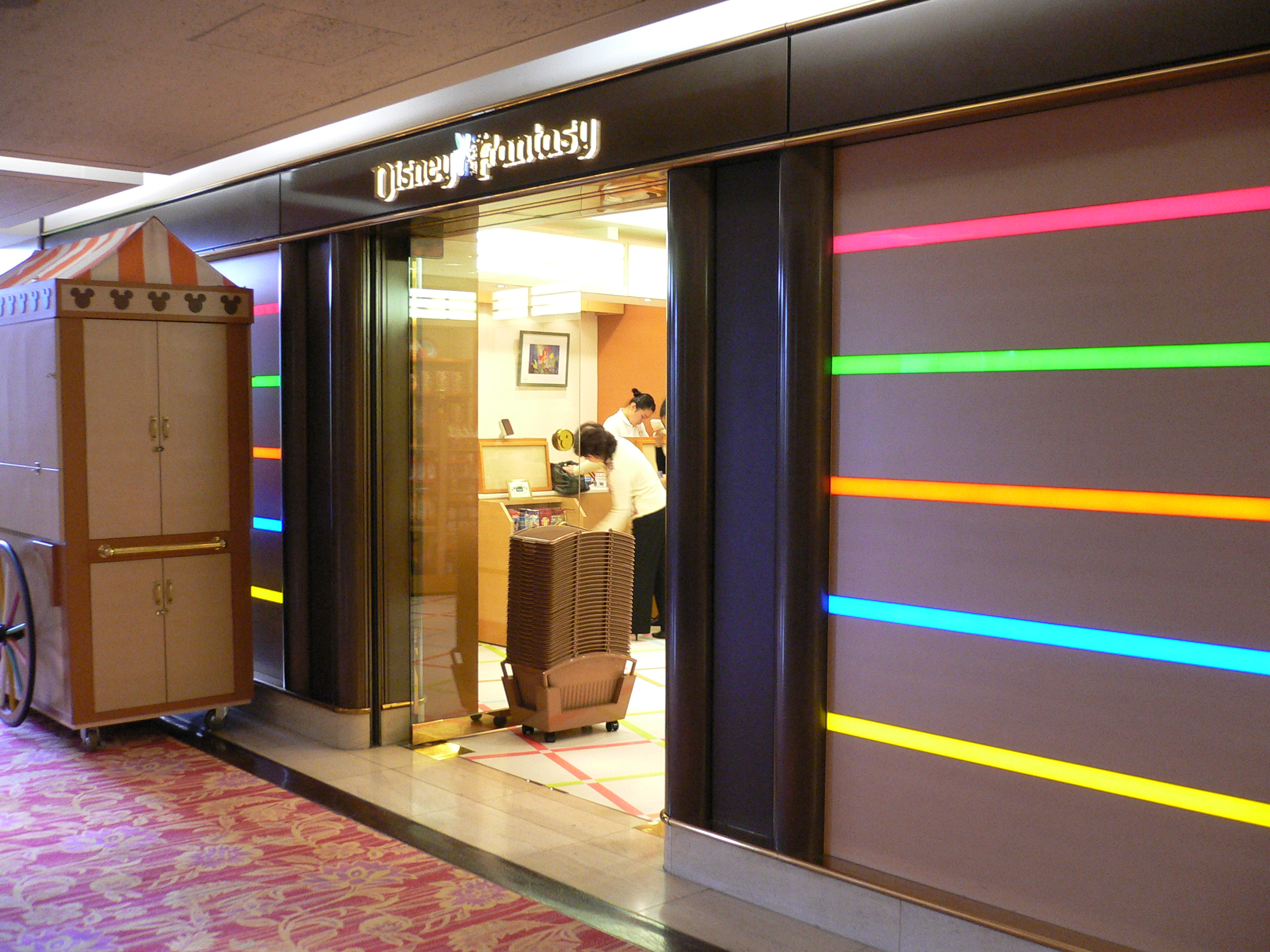
ディズニーファンタジー（シェラトン・グランデ・トーキョーベイ・ホテル店）

当店は、各ホテル建物内にあるが、店舗の運営はTDRを経営・運営するオリエンタルランド (OLC) が行っており、TDR公式の施設である。そのため購入した商品を包装する資材類もTDRのものを使用している。
基本的に東京ディズニーランド・東京ディズニーシーの両パーク内の店舗や、ボン・ヴォヤージュなど、TDR内の複数店舗で販売されている定番商品が揃えられており、特定の店舗やディズニーストアで販売している商品は置かれていない。
ディズニーホテル、東京ディズニーリゾート・オフィシャルホテル内にある。以前は東京ディズニーリゾート・パートナーホテル契約を結んだホテルにもあった。　

## 店舗のあるホテル

### 東京ディズニーリゾート・オフィシャルホテル
- 東京ベイ舞浜ホテル ファーストリゾート
- 東京ベイ舞浜ホテル
- グランドニッコー東京ベイ 舞浜
- ホテルオークラ東京ベイ
- ヒルトン東京ベイ
- シェラトン・グランデ・トーキョーベイ・ホテル

### ディズニーホテル(モニターによるサンプル展示のみ)
- 東京ディズニーセレブレーションホテル

## かつて存在したホテル

### 東京ディズニーリゾート・パートナーホテル
- 浦安ブライトンホテル
- オリエンタルホテル東京ベイ（2021年2月24日閉店）[1]
- ホテルエミオン東京ベイ（2021年2月24日閉店）[2]
- 三井ガーデンホテルプラナ東京ベイ